# Esmé Planchon
Œuvres principales
- Faut jouer le jeu (2014)
- La Fée des grains de poussière (2021)

Esmé Planchon, née le 19 avril 1992 à Paris, France, est une écrivaine de littérature d'enfance et de jeunesse et comédienne et conteuse française.

## Biographie
Petite-fille du directeur de théâtre, dramaturge et comédien Roger Planchon,, elle apparaît au théâtre en 2001 dans Seule avec lui, au Théâtre du Chaudron de Vincennes. Élève Montessori, elle étudie aux Conservatoires d'art dramatique du 7e et du 19e arrondissements de Paris, et suit une formation à la Maison du Conte de 2015 à 2017. En janvier 2011, elle participe à une soirée d'hommage à Roger Planchon au Théâtre Nanterre-Amandiers,.
Elle participe, comme comédienne, à des spectacles musicaux, des spectacles de cabarets et des lectures performées,, dont plusieurs spectacles avec la performeuse Helena de Laurens (La Table des manières, Les Gextes).
Elle réalise, comme conteuse, des ciné-contes dans des salles de cinéma et en festivals, ainsi que des visites contées en musée et dans plusieurs monuments nationaux. En 2022, elle conte L'Histoire du petit tailleur à la maison de la Radio et de la Musique avec l'orchestre philharmonique de Radio France.
En 2014, elle publie son premier roman jeunesse, Faut jouer le jeu à L'École des loisirs. Articulé autour des histoires inventées par trois lycéens, amateurs de comédies musicales, pour contrer le moment de l'orientation de la terminale, le roman est nommé pour le prix Sainte-Beuve des collégiens, le prix Lire en Seine, et le prix Tatoulu des jeunes lecteurs. Par la suite, elle publie en 2019 On habitera la forêt chez Casterman, autour d'une adolescente rencontrant puis se joignant à plusieurs femmes militant contre un projet de déforestation et en 2022 Les histoires, ça ne devrait jamais finir chez Bayard Jeunesse, autour d'adolescents amateurs de fanfictions partant à la recherche d'une autrice mystérieuse, nommé aux prix Farniente, Imagin'à lire, "Tu l'as lu ?", A-Fictionados, et lauréat du prix Mauvaises graines.
En 2021, elle commence la série de bande dessinée jeunesse La Fée des grains de poussière, dessinée par Jeanne Balas et publiée chez BD Kids. La série met en scène le personnage d'une fée ne s'occupant que des toutes petites choses de la nature et du quotidien. En 2022, elle publie l'album jeunesse Armand et les histoires de vêtements, illustré par Héloïse Solt et publié chez Glénat Jeunesse.

## Publications

### Romans jeunesse
- 2014 : Faut jouer le jeu, Paris, L'École des loisirs, 154 p. (ISBN 978-2-211-21769-9)[19]
- 2019 : On habitera la forêt, Paris, Casterman, 240 p. (ISBN 978-2-203-19217-1)[20]
- 2022 : Les histoires, ça ne devrait jamais finir, Paris, Bayard Jeunesse, 390 p. (ISBN 979-1-036-33584-6)[15]
- 2024 : Entrée fracassante des actrices, Paris, Bayard Jeunesse, 350 p. (ISBN 979-10-363-5687-2)[21]

### Bandes dessinées
Série La Fée des grains de poussière (dessins de Jeanne Balas)
- 2021 : Tome 1 : Petites miettes d'histoires, Paris, Mini BD Kids, 54 p. (ISBN 979-1-036-32800-8)[22]
- 2022 : Tome 2 : Mini-vacances, Paris, Mini BD Kids, 54 p. (ISBN 979-1-036-34824-2)[23]
- 2023 : Tome 3 : Petite fête sucrée-salée, Paris, Mini BD Kids, 56 p. (ISBN 979-10-363-5551-6)[24]

### Albums
- 2022 : Armand et les histoires de vêtements  (illustrations de Héloïse Solt), Paris, Glénat Jeunesse, 40 p. (ISBN 978-2-344-05071-2)[18]

## Comédienne

### Théâtre
- 2001 : Seule avec lui, de Camille Laurens, mise en scène Odile Roire, Théâtre du Chaudron, Vincennes
- 2009 : La Bonne Âme du Se-Tchouan, de Bertolt Brecht, mise en scène David Géry, Théâtre de la Commune, Aubervilliers
- 2013 : Les Lundis soirs de Lena et Julie, d'après Emballage perdu de Vera Feyder, Les Souffleurs, Paris[25]
- 2014 : Underground Café, d'après Starmania, mise en scène Esmé Planchon et Blandine Rinkel, Cirque Électrique et Théâtre de Verre, Paris[6],[26],[27]
- 2016 : Les Sextes, avec Helena de Laurens, Château de La Roche-Guyon, La Roche-Guyon[10]
- 2017 : Lecture de listes, avec Helena de Laurens, Exposition "1977 - 2017, L’Encyclopédie des images de Pascal Doury", Centre national édition art image (CNEAI), Pantin[10]
- 2017-2018 : La Table des manières, avec Helena de Laurens, Halle Saint-Pierre, Paris ; salon ArtGenève, Genève, Suisse[10]
- 2017-2018 : Les Gextes, avec Helena de Laurens, Festival Viva Villa, Cité internationale des arts, Paris ; Centre d’Art de Malakoff, Malakoff ; Festival Hétérophonies/68, Théâtre de la Commune, Aubervilliers[28] ; Galerie Paradise, Nantes[29]
- 2019 : La Fée des grains de poussière, Festival Madistan, Cadrieu.

### Cinéma
- 2013 : Le Ben & Bertie Show (épisodes 2, 3 et 4), de Benoît Forgeard
- 2014 : Je vous réserve tous mes baisers, de Alexis Langlois
- 2015 : Fanfreluches et idées noires, de Alexis Langlois
- 2017 : À ton âge le chagrin c'est vite passé, de Alexis Langlois
- 2019 : Extérieur crépuscule, de Roman Kané